# Feestzaal

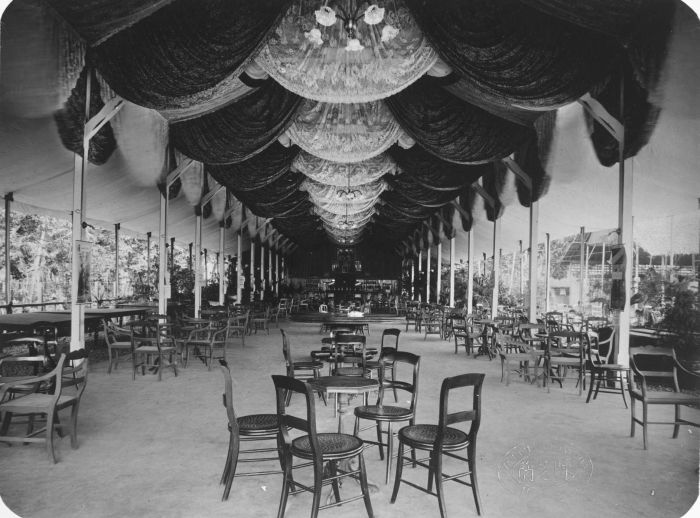
Een versierde feestzaal in Batavia, Nederlands-Indië, in 1893

Een feestzaal is een zaal die gebruikt wordt voor het organiseren van feesten en bijeenkomsten. Vroeger was dit vaak in combinatie met een café of restaurant. Tegenwoordig zijn er ook veel grotere feestzalen met audiovisueel materiaal, zodat de zalen ook geschikt zijn voor zakelijke of informatieve bijeenkomsten.